# 日本歯科人間ドック学会
日本歯科人間ドック学会（にほんしかにんげんどっくがっかい、Japan Academy of Dental Human Dock:JADD）とは、歯科人間ドック領域を中心とした学問を取り扱う専門学術団体の一つである。

## 概要
1998年に設立された。会員数500名。2009年現在、理事長は久光久。

## 本部事務局
- 東京都豊島区駒込1-43-9駒込TSビル 財団法人口腔保健協会内

## 学会誌
- 『日本歯科人間ドック学会誌』年1回発刊 ISSN：1345-9910

## 専門認定
- 歯科医師
  - 日本歯科人間ドック学会専門医
  - 日本歯科人間ドック学会指導医
- 歯科衛生士
  - 日本歯科人間ドック学会ドックコーディネーター
- 施設
  - 日本歯科人間ドック学会認定施設

## 加盟団体
- 日本歯学系学会協議会